# Shennongjia
Shennongjia šumski distrikt (kineski: 神农架林区, pinyin: Shénnóngjià) je šumski distrikt (na razini samostalne kineske prefekture-okruga) u sjeverozapadnoj pokrajini Hubei, Kina. Nalazi se na zapadnom dijelu Hubeija i uživa neobičan status i pod izravnom je upravom pokrajinske vlade, a ne prefekture koje ga okružuju (Badong, Xingshan i Fang); nešto poput gradova-okruga kao što su: Xiantao, Tianmen i Qianjiang. Shennongjia se nadalje dijeli na 5 gradova, 2 naselja i 1 etničko naselje Xiaguping gdje živi manjina, narod Tujia. Središte distrikta i najveći grad je Songbai, a najposjećeniji je grad Muyu, na ulazu u rezervat prirode.
Državni rezervat prirode Shennongjia (神农架国家自然保护区) je 2016. god. upisan na UNESCO-ov popis mjesta svjetske baštine u Aziji kao „jedan od samo tri centra bioraznolikosti u Kini, te kao važan lokalitet za povijest botanike i skupljanja biljaka od 19. stoljeća”.

## Odlike
Gorje Shennongjia je istočni i najviši dio gorja Dabashan gdje se nalaze tri najviša vrha: Shennong Deng (3,105 m), Da Shennongjia (3,052 m) i Xiao Shennongjia (3,005 m). Potoci središnjeg i sjevernog gorja se slivaju u rijeku Han (koja se nešto južnije uliva u Jangce, dok se vode južnijih dijelova izravno ulijevaju u Jangce.
Ime mu doslovno prevodeno znači „ljestve Shennonga”. Naime, Shennong je mitski kineski vladar čije ime znači „Božanski seljak”, a koji je napravio mitske ljestve od konopa s kojima se penjao i silazio s planine. Kasnije su se prema predaji ove ljestve pretvorile u duboku šumu.
Državni rezervat prirode Shennongjia, površine od 2,618 m², je rezervat najvećih prašuma središnje Kine u kojemu obitavaju mnoge različite vrste biljaka zbog brojnih različitih prirodnih staništa na različitim nadmorskim visinama. Jedno istraživanje kineskih botaničara navodi 3.479 vrsta viših biljaka u području.
Tu obitavaju i brojne rijetke životinje kao što su kineski langur (Rhinopithecus roxellana), kineski divovski salamander (Andrias davidianus), oblačasti leopard (Neofelis nebulosa), leopard (Panthera pardus) i mjesečev medvjed (Ursus thibetanus).
- Grad Muyu je najveće naselje Shennongjie
- Vrh Shennong Ding
- Izolirana farma u blizini sela Wenshui kod grada Hongpinga
- Hidroelektrana u izgradnji kod naselja Hongping
- Plantaže čaja na obroncima kod grada Muyu

## Vanjske poveznice
- Službena stranica Shennongjia  Arhivirana inačica izvorne stranice od 3. kolovoza 2009. (Wayback Machine)
- What's wrong in Shennongjia? (engl.)